# Giữa những người dũng cảm
Among the Brave là tác phẩm văn học tiểu thuyết năm 1998 cho thanh thiếu niên bởi Margaret Peterson Haddix về vấn đề được quan tâm được tưởng tượng về tương lai về sự chống đối đàn áp nạn vượt dân số. Đây là cuốn ba trong bảy cuốn truyện trong bộ truyện Shadow Children.

## giới thiệu khái quát
nói chung câu chuyện nói về những đứa trẻ thứ ba không được chính phủ chấp nhận và chính phủ và sẽ bắt giam hoặc giết những gia đình có dấu hiệu có ba đứa con trở lên, và sự khan hiếm đồ ăn, tài nguyên tự nhiên. Hình thành sự nổi loạn, chính phủ dân chủ đã bị đánh bại bởi một chích phủ mới. Luật mới bắt đầu được áp dụng một gia đình chỉ được có hai người con(đứa con thứ ba nếu phát hiện sẽ bị giết). Tác giả của bộ truyện không muốn điều này xảy ra.

## cốt truyện
Cuốn thứ năm mở đầu khác biệt so với cuốn trước, câu chuyện được tả qua Trey, bạn của Luke ở trường Hentrick cho con trai. Sau khi Luke Garner(Lee Grant) rời Smits Grant, người em trẻ hơn của Lee Grant thiệt, trong sự quan tâm của bố, mẹ cậu ấy, bạn của Luke là Trey tìm được chích mình cửa trước của chú Talbot chuẩn bị giải thích mọi thứ xảy ra gần đây.
Chiếc xe gồm có bạn của Trey, Nina, John, and Joel (Luke(Lee) không có trong xe vì Luke và Smits đã xuống xe trước) rời đi với sự thiếu mặt của Trey. Căn nhà đã bị tấn công chẳng bao lâu sau khi đó và cảm ơn vô sự may mắn và kiến thức của cậu ta từ nhiều năm đọc sách trong khi phải trốn. Trey nhận trách nhiệm bảo đảm an toàn để lặn. Là thành viên của Wave, là người tìm kiếm hành lang, có thế nói tiếng Latin. Kiến thức của Trey trong Latin đã cứu mạng sống cậu ta, như một người tấn công báo cáo hành lang của căn nhà không có ai hết. Sau trận tấn công, Trey lén lẻn vô căn nhà nhà gặp phải người đàn bà với tóc đỏ sáng, thoạt đầu Trey tưởng là kẻ thù nhưng sau khi biết kĩ hơn cô ta chẳng khác gì so với chú Talbot. Chung sức, họ đã khám phá ra tin tức cá nhân của chích phủ đã bị sụp đỏ và bị thay thế bằng những cảnh sát dân số đầu quyền lực. Tìm được thứ mình muốn chú Talbot bỏ đi trước và Trey ở lại để tìm thêm tư liệu.
Sau khi những suy nghĩ mù mịt cậu ta tìm ra chính mình, sự quan trọng của tư liệu mà mình đã tìm thấy trong nhà chú Talbot, Trey đi tìm sự giúp đỡ, hy vọng to được Lee và mọi người khác. Trey đi đến nông trại của Garner một mình với sự liều lĩnh để tìm Luke không cần đến Mark, Mark là một trong những người anh ruột của Luke. Nhưng thay vào đó họ đến trụ sở cảnh sát dân số, là nhà của Grant; Mark bị bắt và Trey phải đăng ký gia nhập như thành viên mới để cứu Mark.
sử dụng tài khéo léo, sự thù hận của sự sợ hãi, Trey đã cứu Mark trong ngàn tơ kẽ tóc. Là người bạn đã bị cảnh sát dân số bắt, và chú Talbot phải thi hành nhiệm vụ với sự giúp đỡ của kẻ thù tên Nedley, vì chú Talbot phải giả dạng làm cảnh sát dân số. Mọi người tìm được nhau an toàn ở nhà chú Hentrick và khám phá ra trường Hentrick đã bị tấn công và tất cả học sinh và thầy, cô giáo đã bị bắt. Một nhóm y tá được cô Talbot chăm sóc và được hồi phục sức khỏe, cô Talbot là bác sĩ. Sau đó, Trey nói về tư liệu mà Trey tìm được, đã có thể bỏ sót ở đâu đó. Chú Talbot tiết lộ về tư liệu đó gồm có tất cả danh sách của những đứa trẻ thứ ba nếu bị lọ vào tay cảnh sát dân số thì sẽ khó lường nên họ quyết định đốn nó đi để bảo vệ những đứa trẻ thứ ban. Nhưng Trey muốn lấy tư liệu đó và chịu trách nhiệm. Trey chụp lấy nó vào khúc cuối trước khi nó bị đốn, sửa đổi kế hoạch giữ lại tư liệu để làm bước đi nhỏ để lượt đổ chế độ cảnh sát dân số với sự giúp đỡ của Lee, Nina, chú tài xế, và Nedley.

## cuốn
- cuốn 1 Among the hidden
- cuốn 2 Among the Impostors
- cuốn 3 Among the Betrayed
- cuốn 4 Among the Barons
- cuốn 5 'Among the Brave
- cuốn 6 Among the Enemy
- cuốn 7 Among the Free